# Завод хімії хлору в Умаш
Завод хімії хлору в Умаш — підприємство хімічної промисловості, яке працює на північному сході Алжиру поблизу Біскри в Умаш (Oumeche).
Завод, який став до ладу в 2015-му, спорудили на замовлення компанії SARL SASKO Industries. Головною сировиною є хлорид натрію (в районі Біскри працює одна з найбільших соляних копалень Африки), який розкладають з використанням електролізу, що потребує значних обсягів електроенергії (також можливо відзначити, що в 2010-х південніше від Умаш ввели в дію ТЕС Умаш).
Річна потужність заводу становить 22,3 тисячі тонн соляної кислоти, 24 тисячі тонн каустичної соди та 42 тисячі тонн гіпохлориту натрію.